# Station Tyristrand
Station Tyristrand is een station in  Tyristrand in de gemeente Ringerike  in  Noorwegen. Het station ligt aan Randsfjordbanen. Het stationsgebouw uit 1867 is ontworpen door Georg Andreas Bull. Tyristrand werd in de jaren 80 van de twintigste eeuw gesloten voor personenvervoer.